# 김수영 (1997년)
김수영(1997년 8월 24일 ~ )은 대한민국의 아나운서이다.
현재 거주지는 대전광역시이다.

## 학력
- 성균관대학교 통계학, 시스템경영공학과 학사

## 경력
- 2024년 TJB 대전방송 아나운서
- MBC충북 시사캐스터
- KTV, 서경방송 아나운서
- HCN 충북방송 프로그램 진행

## 진행 프로그램
- TJB 8 뉴스
- TJB 뉴스 (오후)
- SBS 오 뉴스 - 네트워크 뉴스
- TJB 생방송 투데이 - 투데이 뉴스
- 화첩기행 내레이션
- FM 좋은날 좋은 아침

## 과거 진행 프로그램
- TJB 생방송 투데이
- 네트워크 현장 고향이 보인다